# Greting
Greting (ang. grating)

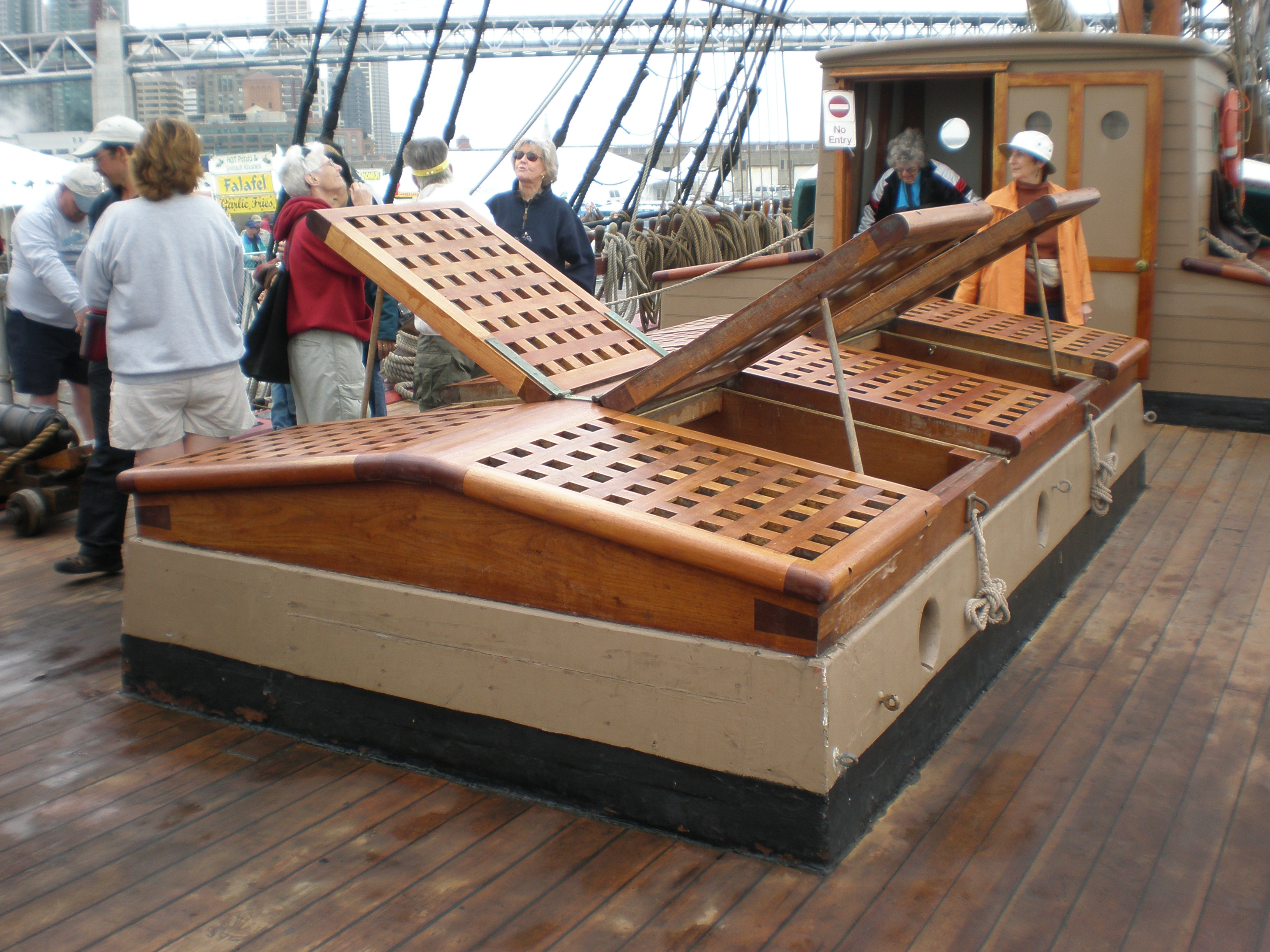
Gretingi przykrywające luki na żaglowcu

- Trap klamrowy, rodzaj drabinki na statku z klamer stalowych umocowanych do pionowych ścian nadbudówek, ładownic, we włazach itp.
- Kratownica, położona na dnie łodzi lub jachtu, zbudowana z połączonych na krzyż drewnianych listew zabezpieczająca przed chlapaniem wody zbierającej się na dnie[1].
- Kratownica na dawnym żaglowcu przykrywająca luki na górnym pokładzie.

Na żaglowcach pokłady nie były szczelnie przykryte deskami. W większości górny pokład miał luki prowadzące do niższych pokładów. Były tam trzymane łodzie, zapasowe drzewca i inny sprzęt potrzebny szybko na pokładzie, ale którego na pokładzie trzymać nie można było (np. łodzie podczas bitwy natychmiast by na górnym pokładzie zniszczono). Owe luki przykrywano kratkami zwanymi gretingami, aby marynarze nie wpadali pod pokład oraz aby zapewnić więcej przestrzeni. Gretingi były lekkie i można je było szybko zdjąć, aczkolwiek nie chroniły przed wodą spływającą w głąb statku – często marynarze śpiący na pierwszym pokładzie armatnim byli oblewani.
Jedną z kar w żaglowcowych flotach wojennych była kara chłosty na marynarzu przywiązanym do stojącego pionowo na pokładzie gretingu.
Istnieje również spolszczone słowo grating, czyli krata pomostowa – podłogowy element wypełniający ażurowe pomosty, podesty itp.
Współcześnie w gretingi wyposaża się jednostki, takie jak Dezeta czy Omega. Drewniane kratownice zapewnić mają suche poruszanie się po kokpicie oraz swobodne spływanie wody do zęzy. Na dużych jednostkach takie rozwiązanie bywa spotykane również wewnątrz pomieszczeń np. w kambuzie, kingstonie, maszynowni.